# アグネスレディー
アグネスレディー（1976年 - 1993年）は、日本の競走馬、繁殖牝馬である。1979年の優駿牝馬（オークス）などに優勝し、同年の優駿賞最優秀4歳牝馬に選出された。主戦騎手は河内洋。引退後は繁殖牝馬となり、桜花賞優勝馬アグネスフローラを産んだ。同馬の産駒にアグネスフライト・アグネスタキオン兄弟（父・サンデーサイレンス）がいる。
※馬齢は2000年以前に使用された旧表記（数え年）で記述する。

## デビュー前
1976年、北海道三石町の折手牧場に生まれる。父は当時新進の種牡馬であったイギリス産のリマンド、母イコマエイカンは1勝馬であったが、本馬の出生時には同じく父にリマンドを持つ産駒・グレイトファイターがすでにオープンクラスで活躍していた。2歳時から3歳馬と一緒の育成を楽にこなし、競走年齢の3歳を迎えた1978年に当時の牝馬としては高額の1800万円で渡辺孝男に購買され、滋賀県栗東トレーニングセンターの長浜彦三郎厩舎に入った。競走名「アグネスレディー」はアイドル歌手のアグネス・チャンから渡辺の長女が決定したものである。渡辺は1990年に行われたインタビューで、「アグネス」の冠名を使い始めてからアグネスホープに次ぐ2頭目（牝馬では最初）の活躍馬として本馬の名を挙げている。

## 戦績

### 3-4歳時（1978-1979年）
1978年10月、京都開催の新馬戦で久保敏文を鞍上にデビュー。初戦は追い込みが届かず2着に敗れたが、2戦目で初勝利を挙げる。3戦目から騎手が河内洋に替わり、好位から抜け出して連勝した。河内は当時5年目の若手騎手であり、有力馬のベテランから若手への乗り替わりは、当時珍しい例であった。渡辺が初戦の敗戦に不満を覚えたことが原因ともされている。
翌1979年、クラシックを目標に1月の紅梅賞から始動したものの、同時期に歯替わりが上手く行かず食が細ったこともあり、緒戦から僅差ながら3連敗を喫する。クラシック初戦の桜花賞では2番人気に支持されたが、苦手の重馬場で6着に終わった。
しかし次走の東京4歳牝馬特別（オークストライアル）でシルクスキーの2着と好走、迎えた優駿牝馬（オークス）ではシルクスキーの骨折・戦線離脱により、桜花賞優勝のホースメンテスコ等を抑えて1番人気に支持された。レースでは道中5、6番手を進むと、直線で半ばで抜け出し、2着ナカミサファイアに2馬身半の差を付けて優勝。重賞初制覇をクラシックで果たした。河内にとってもデビュー6年目で初めての八大競走制覇であり、1976年の第37回競走で2番人気に推されながら6着に終わっていた全姉・クインリマンドの雪辱ともなった。
夏を休養に充て、秋はエリザベス女王杯を目標に据えた。神戸新聞杯、京都牝馬特別をそれぞれ3、5着として女王杯を迎える。当日は1番人気に支持されると、苦手とする不良馬場の中を直線で先頭に立った。しかしゴール手前でミスカブラヤに一気に交わされ、同馬から 1馬身半差の2着に終わった。年末の阪神牝馬特別も5着と精彩を欠いたが、オークス優勝が評価され、翌1月には当年の最優秀4歳牝馬に選出された。

### 5歳時（1980年）
古馬となった1980年は、日経新春杯から始動。生涯最低に並ぶ9番人気と低評価であったが、3着と好走する。続く京都記念（春）では最後の直線入り口からメジロトランザムと一杯に競り合い、同馬をハナ差退けて優勝。オークス以来の勝利を挙げた。次走オープン戦を2着として春季のグランプリ・宝塚記念に出走。しかしここは不良馬場に手間取り、最下位と大敗を喫した。
休養を経て、朝日チャレンジカップに出走。ファインドラゴン、シルクスキーとの競り合いを制し、重賞3勝目を挙げた。当日、馬主の渡辺はイギリスの大種牡馬・ミルリーフとの交配権確保のため渡英しており、表彰式には不在であった。その後交渉が成立し、本競走を以て引退が決定。12月14日、京都競馬場で引退式が行われた。

## 全成績表
| 年月日 | 年月日 | 年月日 |      | レース名         | 頭数 | 人気 | 着順 | 距離（状態）  | タイム | 着差    | 騎手     | 斤量 | 勝ち馬/（2着馬）                    |
| 1978   | 10.    | 8      | 京都 | 新馬             | 17   | 3    | 2着  | 芝1200m（良） | 1:12.0 | 0.3秒   | 久保敏文 | 52.5 | ヨウキヒ                            |
|        | 10.    | 29     | 京都 | 新馬             | 12   | 1    | 1着  | 芝1200m（不） | 1:12.9 | 3 1/2身 | 久保敏文 | 52   | （マーシャルワン）                  |
|        | 11.    | 25     | 京都 | 白菊賞           | 13   | 2    | 1着  | 芝1400m（良） | 1:24.1 | 1 3/4身 | 河内洋   | 52   | (サカエアルボー) （キングトゥビー） |
| 1979   | 1.     | 6      | 京都 | 紅梅賞           | 9    | 1    | 3着  | 芝1600m（良） | 1:37.5 | 0.3秒   | 河内洋   | 53   | ハギノカオリ                        |
|        | 2.     | 17     | 京都 | 4歳S             | 11   | 5    | 5着  | 芝1600m（良） | 1:37.5 | 1.0秒   | 河内洋   | 52   | カツラノハイセイコ                  |
|        | 3.     | 18     | 阪神 | 阪神4歳牝馬特別  | 17   | 6    | 3着  | 芝1400m（不） | 1:25.7 | 0.3秒   | 河内洋   | 54   | シーバードパーク                    |
|        | 4.     | 8      | 阪神 | 桜花賞           | 22   | 2    | 6着  | 芝1600m（不） | 1:42.8 | 1.8秒   | 河内洋   | 55   | ホースメンテスコ                    |
|        | 4.     | 29     | 東京 | 東京4歳牝馬特別  | 20   | 3    | 2着  | 芝1800m（稍） | 1:50.5 | 0.2秒   | 河内洋   | 54   | シルクスキー                        |
|        | 5.     | 20     | 東京 | 優駿牝馬         | 24   | 1    | 1着  | 芝2400m（良） | 2:29.6 | 2 1/2身 | 河内洋   | 55   | （ナカミサファイヤ）                |
|        | 9.     | 30     | 中京 | 神戸新聞杯       | 9    | 6    | 3着  | 芝2000m（重） | 2:04.0 | 0.9秒   | 河内洋   | 54   | ネーハイジェット                    |
|        | 10.    | 28     | 中京 | 京都牝馬特別     | 10   | 2    | 5着  | 芝1800m（良） | 1:48.4 | 0.4秒   | 河内洋   | 54   | インターグロリア                    |
|        | 11.    | 18     | 阪神 | エリザベス女王杯 | 18   | 1    | 2着  | 芝2400m（不） | 2:32.8 | 0.2秒   | 河内洋   | 55   | ミスカブラヤ                        |
|        | 12.    | 16     | 阪神 | 阪神牝馬特別     | 12   | 2    | 4着  | 芝2000m（良） | 2:01.2 | 0.2秒   | 河内洋   | 55   | シルクスキー                        |
| 1980   | 1.     | 20     | 阪神 | 日経新春杯       | 10   | 9    | 3着  | 芝2400m（良） | 2:28.3 | 1.0秒   | 河内洋   | 54   | メジロトランザム                    |
|        | 2.     | 17     | 中京 | 京都記念（秋）   | 9    | 2    | 1着  | 芝2400m（良） | 2:27.8 | ハナ    | 河内洋   | 54   | （メジロトランザム）                |
|        | 3.     | 29     | 阪神 | オープン         | 10   | 3    | 2着  | 芝1800m（良） | 1:48.8 | 0.2秒   | 河内洋   | 55   | テルテンリュウ                      |
|        | 6.     | 1      | 中京 | 宝塚記念         | 15   | 9    | 15着 | 芝2400m（不） | 2:37.7 | 5.8秒   | 河内洋   | 53   | テルテンリュウ                      |
|        | 9.     | 21     | 阪神 | 朝日チャレンジC  | 12   | 5    | 1着  | 芝2000m（良） | 2:01.6 | 3/4身   | 河内洋   | 55   | ファインドラゴン                    |

## 繁殖牝馬時代

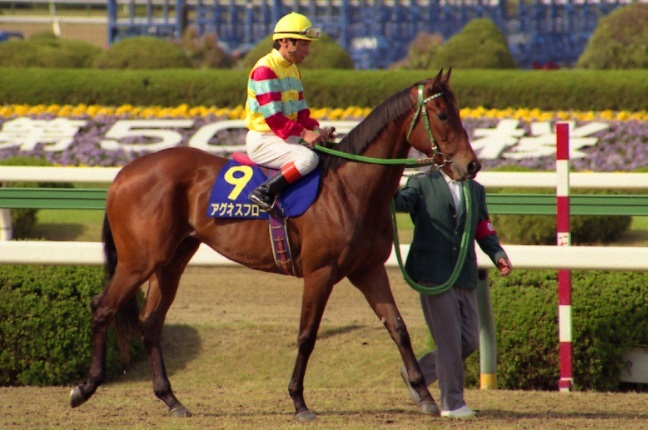
アグネスフローラ

引退後の1981年1月14日に渡英し、予定通りミルリーフとの交配を済ませて11月に帰国。翌3月に故郷・折手牧場において、初仔となる牡駒を出産した。同馬はミルグロリーと命名されて期待を受けたが、デビュー直前の調教中に骨折し、競走能力を喪失。出走しないまま引退を余儀なくされた。以後しばらく目立った産駒はなかったが、ロイヤルスキーとの間に産んだ第6仔・アグネスフローラが、河内の手綱で1990年の桜花賞に優勝し、母仔二代のクラシック優勝馬となった。
1993年3月11日、アグネスレディーは移送中の馬運車の中で暴れ、背骨を骨折。18歳で死亡した。その1ヶ月前、繋養先が折手牧場から社台ファームに変更することが決まった際にも馬運車に乗るのを拒んで暴れ、移送延期の原因となったという。
その死後、アグネスフローラの産駒・アグネスフライト（父サンデーサイレンス）が2000年の東京優駿（日本ダービー）を制し、日本競馬史上初の牝系三代によるクラシック制覇を達成。さらにその翌年、全弟アグネスタキオンも皐月賞に優勝した。同馬は2008年に内国産馬として史上3頭目のリーディングサイアーも獲得している。河内は騎手生活中にこれら全馬の手綱を執り、「この血統は本当に僕の騎手としての核になる部分を形成している」と語っている。
2010年代以降も、ブレイキングドーンやテイエムトッキュウなど末裔の活躍が続いている。

### 産駒一覧
|       | 生年   | 馬名               | 性 | 毛色   | 父                     | 戦績          | 供用     |
| ----- | ------ | ------------------ | -- | ------ | ---------------------- | ------------- | -------- |
| 初仔  | 1982年 | ミルグロリー       | 牡 | 栗毛   | Mill Reef              | 不出走        | 種牡馬   |
| 2番仔 | 1983年 | アグネスサンダー   | 牡 | 鹿毛   | アグネスプレス         | 8戦1勝        |          |
| 3番仔 | 1984年 | アグネスシャレード | 牝 | 黒鹿毛 | ターゴワイス           | 5戦1勝        | 繁殖牝馬 |
| 4番仔 | 1985年 | アグネスクローネ   | 牝 | 栗毛   | アグネスベンチャー     | 16戦1勝       | 繁殖牝馬 |
| 5番仔 | 1986年 | アグネスルーマー   | 牡 | 黒鹿毛 | ブレイヴェストローマン | 10戦3勝       |          |
| 6番仔 | 1987年 | アグネスフローラ   | 牝 | 栗毛   | ロイヤルスキー         | 6戦5勝 桜花賞 | 繁殖牝馬 |
| 7番仔 | 1988年 | アグネスオーロラ   | 牝 | 鹿毛   | イルドブルボン         | 3戦0勝        | 繁殖牝馬 |
| 8番仔 | 1990年 | アグネスフリッカー | 牝 | 鹿毛   | パドスール             | 1戦0勝        | 繁殖牝馬 |
| 9番仔 | 1991年 | アグネスリブ       | 牝 | 鹿毛   | リヴリア               | 5戦0勝        | 繁殖牝馬 |

※産駒は全て母と同馬主・同厩舎(第4仔クローネから後は長浜彦三郎から長浜博之に代替わり)だった。

## 血統
同じ配合で生まれた産駒には、本馬を含めて3頭の重賞勝利馬がいる。リマンド産駒の牝馬はテンモン、タレンティドガールなど長距離においても瞬発力を発揮することを特長とした。河内が騎乗した活躍馬には牝馬が多く、「牝馬の河内」とも称されたが、その内で「距離が延びて切れる（瞬発力がある）というのは牝馬ではこの馬だけかも知れない」と語っている。

### 血統表
| アグネスレディーの血統                 | アグネスレディーの血統                              | アグネスレディーの血統                     | （血統表の出典）                           | （血統表の出典） |
| 父系                                   | ブレニム系                                          | ブレニム系                                 | ブレニム系                                 |                  |
| 父 *リマンド Remand 1965 栗毛 イギリス | 父の父Alcide 1955 鹿毛 イギリス                     | Alycidon                                   | Donatello                                  | Donatello        |
| 父 *リマンド Remand 1965 栗毛 イギリス | 父の父Alcide 1955 鹿毛 イギリス                     | Alycidon                                   | Aurora                                     |                  |
| 父 *リマンド Remand 1965 栗毛 イギリス | 父の父Alcide 1955 鹿毛 イギリス                     | Chenille                                   | King Salmon                                | King Salmon      |
| 父 *リマンド Remand 1965 栗毛 イギリス | 父の父Alcide 1955 鹿毛 イギリス                     | Chenille                                   | Sweet Aloe                                 |                  |
| 父 *リマンド Remand 1965 栗毛 イギリス | 父の母Admonish 1958 栗毛 イギリス                   | Palestine                                  | Fair Trial                                 | Fair Trial       |
| 父 *リマンド Remand 1965 栗毛 イギリス | 父の母Admonish 1958 栗毛 イギリス                   | Palestine                                  | Una                                        |                  |
| 父 *リマンド Remand 1965 栗毛 イギリス | 父の母Admonish 1958 栗毛 イギリス                   | Warning                                    | Chanteur                                   | Chanteur         |
| 父 *リマンド Remand 1965 栗毛 イギリス | 父の母Admonish 1958 栗毛 イギリス                   | Warning                                    | Vertencia                                  |                  |
| 母 イコマエイカン 1967 鹿毛 日本       | 母の父Sallymount 1956 栗毛 イギリス                 | Tudor Minstrel                             | Owen Tudor                                 | Owen Tudor       |
| 母 イコマエイカン 1967 鹿毛 日本       | 母の父Sallymount 1956 栗毛 イギリス                 | Tudor Minstrel                             | Sansonnet                                  |                  |
| 母 イコマエイカン 1967 鹿毛 日本       | 母の父Sallymount 1956 栗毛 イギリス                 | Queen of Shiraz                            | Bahram                                     | Bahram           |
| 母 イコマエイカン 1967 鹿毛 日本       | 母の父Sallymount 1956 栗毛 イギリス                 | Queen of Shiraz                            | Qurrat-al-Ain                              |                  |
| 母 イコマエイカン 1967 鹿毛 日本       | 母の母*ヘザーランズ Heatherlands 1957 鹿毛 イギリス | Tenerani                                   | Bellini                                    | Bellini          |
| 母 イコマエイカン 1967 鹿毛 日本       | 母の母*ヘザーランズ Heatherlands 1957 鹿毛 イギリス | Tenerani                                   | Tofanella                                  |                  |
| 母 イコマエイカン 1967 鹿毛 日本       | 母の母*ヘザーランズ Heatherlands 1957 鹿毛 イギリス | Dark Brocade                               | Le Ksar                                    | Le Ksar          |
| 母 イコマエイカン 1967 鹿毛 日本       | 母の母*ヘザーランズ Heatherlands 1957 鹿毛 イギリス | Dark Brocade                               | Light Brocade                              |                  |
| 母系(F-No.)                            | イコマエイカン系（ヘザーランズ系）(FN:1-l)          | イコマエイカン系（ヘザーランズ系）(FN:1-l) | イコマエイカン系（ヘザーランズ系）(FN:1-l) | [ § 2 ]          |
| 5代内の近親交配                        | Hyperion 5×5、Lady Juror 5×5                        | Hyperion 5×5、Lady Juror 5×5               | Hyperion 5×5、Lady Juror 5×5               | [ § 3 ]          |
| 出典                                   | 1. 2. 3.                                            | 1. 2. 3.                                   | 1. 2. 3.                                   | 1. 2. 3.         |

叔母の曾孫にブリーダーズゴールドカップを制したスノーエンデバーがいる。4代母Light Brocadeは1934年のオークス馬、5代母Trilogyは1926年の1000ギニー2着馬。